# Liste der Monuments historiques in Sainte-Maure
Die Liste der Monuments historiques in Sainte-Maure führt die Monuments historiques in der französischen Gemeinde Sainte-Maure auf.

## Liste der Immobilien
| Bezeichnung         | Beschreibung            | Standort                           | Kennzeichnung | Schutzstatus | Datum | Bild           |
| ------------------- | ----------------------- | ---------------------------------- | ------------- | ------------ | ----- | -------------- |
| Kirche Ste-Maure    | aus dem 16. Jahrhundert | Sainte-Maure, route de Méry (Lage) | PA00078226    | Classé       | 1931  | weitere Bilder |
| Château de Vermoise | Donjon, um 1505         | Vannes, route de Vermoise (Lage)   | PA00078225    | Inscrit      | 1977  | weitere Bilder |

## Liste der Objekte
| Bezeichnung                                         | Beschreibung | Standort                                     | Kennzeichnung | Schutzstatus | Datum | Bild |
| --------------------------------------------------- | --- | -------------------------------------------- | ------------- | ------------ | ----- | ---- |
| Paxtafel Kreuzigungsgruppe                          | Messing, versilbert, 17. Jahrhundert                                                                                                  | Vannes, in der Kirche Ste-Catherine (Lage)   | PM10003534    | Inscrit      | 1979  |      |
| Kruzifix                                            | Eichenholz, farbig gefasst und vergoldet, 17. Jahrhundert                                                                             | Sainte-Maure, in der Kirche Ste-Maure (Lage) | PM10003550    | Inscrit      | 1975  |      |
| Sarkophag der heiligen Maura von Troyes             | gallo-römischer Kalksteinsarkophag, im 9. Jahrhundert zweitverwendet; vergoldete Kupferbeschläge von Placide Poussielgue-Rusand, 1865 | Sainte-Maure, in der Kirche Ste-Maure (Lage) | PM10002022    | Classé       | 1894  |      |
| Pfarrstuhl                                          | Holz, 16. Jahrhundert, im 19. Jahrhundert ergänzt                                                                                     | Sainte-Maure, in der Kirche Ste-Maure (Lage) | PM10002020    | Classé       | 1894  |      |
| Skulptur Heilige Barbara                            | Kalkstein, übertüncht, Anfang des 17. Jahrhunderts                                                                                    | Sainte-Maure, in der Kirche Ste-Maure (Lage) | PM10002026    | Classé       | 1908  |      |
| Skulptur Madonna                                    | Kalkstein, farbig gefasst und vergoldet, Ende des 16. Jahrhunderts                                                                    | Vannes, in der Kirche Ste-Catherine (Lage)   | PM10002036    | Classé       | 1980  |      |
| Skulptur Heilige Maura von Troyes (1)               | Kalkstein, übertüncht, 16. Jahrhundert                                                                                                | Sainte-Maure, in der Kirche Ste-Maure (Lage) | PM10003528    | Inscrit      | 1980  |      |
| Bodenfliesen (1)                                    | Keramik, 16. Jahrhundert | Vannes, in der Kirche Ste-Catherine (Lage)   | PM10003539    | Inscrit      | 1979  |      |
| Skulptur Heiliger Thomas Becket (1)                 | Kalkstein, farbig gefasst und vergoldet, 16. Jahrhundert                                                                              | Vannes, in der Kirche Ste-Catherine (Lage)   | PM10003541    | Inscrit      | 1979  |      |
| Skulptur Heiliger Nikolaus (1)                      | Kalkstein, übertüncht, Anfang des 17. Jahrhunderts                                                                                    | Sainte-Maure, in der Kirche Ste-Maure (Lage) | PM10003552    | Inscrit      | 1975  |      |
| Empore                                              | Eichenholz, bemalt, 16. Jahrhundert                                                                                                   | Sainte-Maure, in der Kirche Ste-Maure (Lage) | PM10002023    | Classé       | 1894  |      |
| Hauptaltar                                          | Tabernakel; Eichenholz, farbig gefasst und vergoldet, sowie Ölfarbe auf Holz, bezeichnet 1635                                         | Sainte-Maure, in der Kirche Ste-Maure (Lage) | PM10002027    | Classé       | 1913  |      |
| Skulptur Madonna mit Kind (1)                       | Kalkstein, farbig gefasst und vergoldet, zweite Hälfte des 15. Jahrhunderts                                                           | Vannes, in der Kirche Ste-Catherine (Lage)   | PM10002035    | Classé       | 1980  |      |
| Skulptur Heiliger Thomas Becket (2)                 | Kalkstein, 16. Jahrhundert | Sainte-Maure, in der Kirche Ste-Maure (Lage) | PM10003536    | Inscrit      | 1979  |      |
| Skulptur Heilige Margareta (1)                      | Kalkstein, farbig gefasst und vergoldet, 16. Jahrhundert                                                                              | Sainte-Maure, in der Kirche Ste-Maure (Lage) | PM10003537    | Inscrit      | 1983  |      |
| Skulptur Christus in der Rast                       | Kalkstein, farbig gefasst und vergoldet, 16. Jahrhundert                                                                              | Sainte-Maure, in der Kirche Ste-Maure (Lage) | PM10003555    | Inscrit      | 1975  |      |
| Zwei Reliquienbüsten                                | Holz, farbig gefasst und vergoldet, 17. Jahrhundert                                                                                   | Sainte-Maure, in der Kirche Ste-Maure (Lage) | PM10003558    | Inscrit      | 1975  |      |
| Lesepult                                            | Eichenholz, farbig gefasst und vergoldet, erste Hälfte des 19. Jahrhunderts                                                           | Sainte-Maure, in der Kirche Ste-Maure (Lage) | PM10003559    | Inscrit      | 1975  |      |
| Kirchenfenster                                      | aus dem 16. Jahrhundert | Sainte-Maure, in der Kirche Ste-Maure (Lage) | PM10002024    | Classé       | 1931  |      |
| Skulptur Heilige Margareta (2)                      | Kalkstein, zweites Viertel des 16. Jahrhunderts                                                                                       | Vannes, in der Kirche Ste-Catherine (Lage)   | PM10002033    | Classé       | 1937  |      |
| Weihwasserbecken                                    | Kalkstein, 1627 | Sainte-Maure, in der Kirche Ste-Maure (Lage) | PM10002031    | Classé       | 1976  |      |
| Skulptur Mater dolorosa                             | Kalkstein, farbig gefasst und vergoldet, zweite Hälfte des 16. Jahrhunderts                                                           | Sainte-Maure, in der Kirche Ste-Maure (Lage) | PM10002029    | Classé       | 1976  |      |
| Chorgestühl                                         | Eichenholz, 16. Jahrhundert | Vannes, in der Kirche Ste-Catherine (Lage)   | PM10003535    | Inscrit      | 1979  |      |
| Skulptur Heilige Maura von Troyes (2)               | Kalkstein, farbig gefasst und vergoldet, 15. Jahrhundert                                                                              | Sainte-Maure, in der Kirche Ste-Maure (Lage) | PM10003551    | Inscrit      | 1975  |      |
| Skulptur Ecce homo                                  | Kalkstein, farbig gefasst und vergoldet, zweite Hälfte des 16. Jahrhunderts                                                           | Sainte-Maure, in der Kirche Ste-Maure (Lage) | PM10003557    | Inscrit      | 1975  |      |
| Pietà                                               | Kalkstein, farbig gefasst und vergoldet, zweite Hälfte des 16. Jahrhunderts                                                           | Vannes, in der Kirche Ste-Catherine (Lage)   | PM10002037    | Classé       | 1980  |      |
| Skulptur Heilige Katharina                          | Gips, farbig gefasst und vergoldet, 19. Jahrhundert                                                                                   | Vannes, in der Kirche Ste-Catherine (Lage)   | PM10002038    | Classé       | 1980  |      |
| Skulptur Madonna mit Kind (2)                       | Kalkstein, 14. Jahrhundert | Vannes, in der Kirche Ste-Catherine (Lage)   | PM10002034    | Classé       | 1980  |      |
| Skulpturengruppe Christus und der ungläubige Thomas | Kalkstein, farbig gefasst und vergoldet, Ende des 16. Jahrhunderts                                                                    | Vannes, in der Kirche Ste-Catherine (Lage)   | PM10002039    | Classé       | 1980  |      |
| Reliquiar der heiligen Maura von Troyes             | Reliquienschrein, getragen von zwei Engeln; Holz, farbig gefasst und vergoldet, 1776                                                  | Sainte-Maure, in der Kirche Ste-Maure (Lage) | PM10002030    | Classé       | 1976  |      |
| Kreuzigungsretabel                                  | Kalkstein, farbig gefasst, vermutlich aus dem 19. Jahrhundert                                                                         | Sainte-Maure, in der Kirche Ste-Maure (Lage) | PM10002025    | Classé       | 1908  |      |
| Bodenfliesen (2)                                    | Keramik, 16. Jahrhundert | Sainte-Maure, in der Kirche Ste-Maure (Lage) | PM10003533    | Inscrit      | 1979  |      |
| Skulptur Heiliger Nikolaus (2)                      | Kalkstein, übertüncht, 16. Jahrhundert                                                                                                | Sainte-Maure, in der Kirche Ste-Maure (Lage) | PM10003554    | Inscrit      | 1975  |      |
| Skulptur Heiliger Sebastian                         | Kalkstein, farbig gefasst, 17. Jahrhundert                                                                                            | Sainte-Maure, in der Kirche Ste-Maure (Lage) | PM10003556    | Inscrit      | 1975  |      |
| Gemälde Kreuzigung                                  | Ölfarbe auf Leinwand, 17. Jahrhundert; Darstellung im Stil des Jansenismus                                                            | Sainte-Maure, in der Kirche Ste-Maure (Lage) | PM10003560    | Inscrit      | 1975  |      |